# Струнян
Струнян (на словенски: Strunjan; на италиански: Strugnano) е село в Словения, Обално-крашки регион, община Пиран. Според Националната статистическа служба на Република Словения през 2015 г. селото има 580 жители.